# Kusovník
Kusovník je seznam všech podsestav, dílů a výchozích materiálů, ze kterých se vyrábí nějaká nadřazená sestava nebo konečný produkt, včetně množství, která jsou k tomu potřebná. Kusovníky se vyskytují v řadě různých formátů, které se označují jako jednoúrovňový kusovník, odsazovaný kusovník, modulární (plánovací) kusovník, nákladový kusovník a další. V některých výrobách se namísto pojmu kusovník používají jiná označení, jako předpis (recept) nebo seznam přísad (ingrediencí).

## Základní údaje

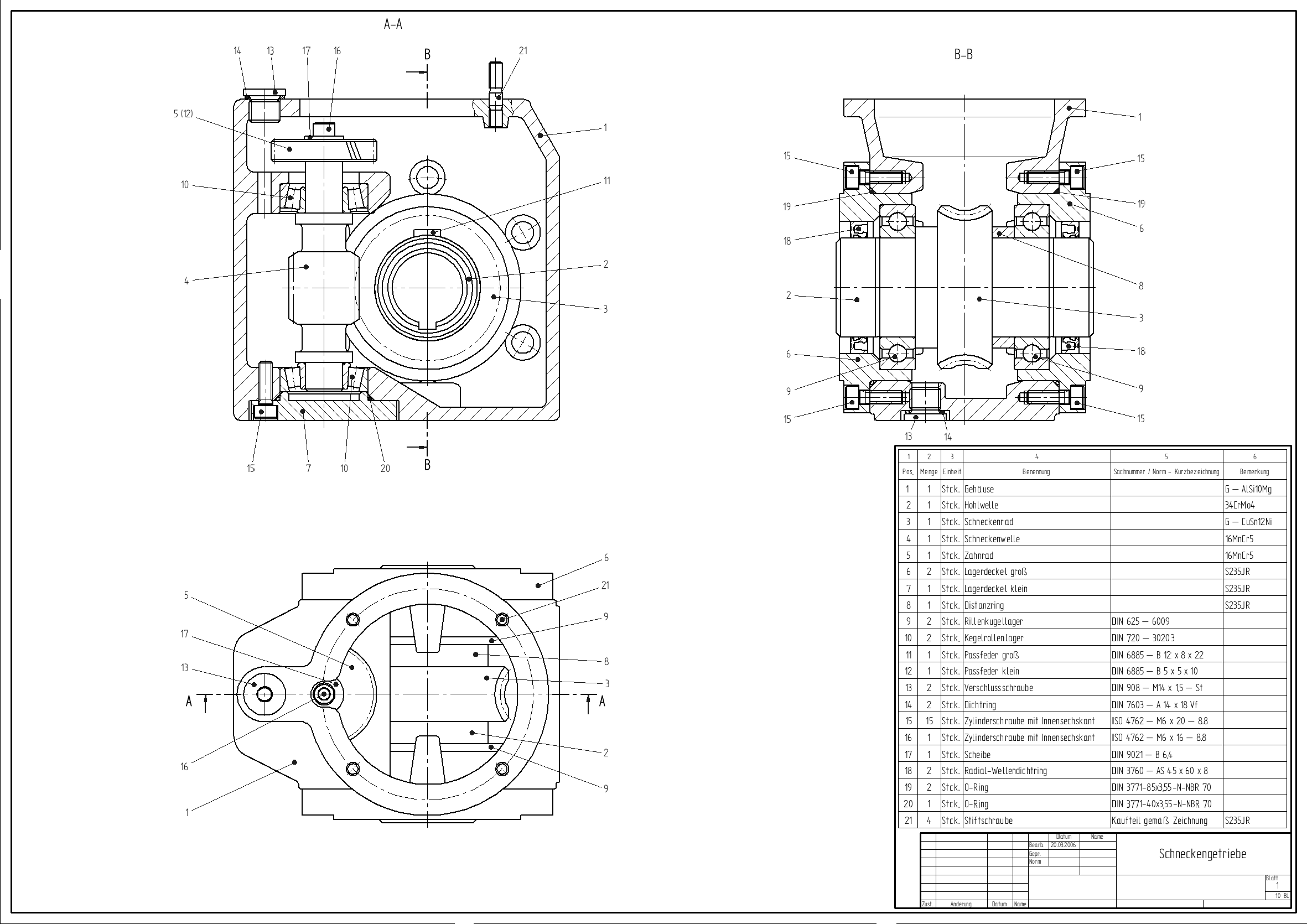
Technický výkres s kusovníkem

Kusovník primárně vzniká v době konstruování výrobku a jeho autorem je konstruktér. Na ručně kreslených výkresech konstruktér umisťoval kusovník nad rohové razítko (viz obrázek). Položky v řádcích byly seřazeny podle čísel pozic na výkresu, s případnými poznámkami a čísly norem u normovaných dílů. U složitých výkresů tvořil kusovník přílohu složenou ze samostatných listů.
V současné době, kdy se konstruuje pomocí počítačů, má kusovník podobu samostatné datové struktury nebo dokumentu. V počítačových systémech je kusovník skoro vždy uložen v textové podobě, v různých publikacích je dosti obvyklé také grafické (stromové) znázornění. Přestože pojem kusovník znamená v zásadě vždy totéž, vyskytuje se v mnoha obměnách, které mají různá označení a hodí se a využívají pro různé účely. Tento článek používá mezinárodně zavedená označení ze slovníku APICS resp. jejich ekvivalenty z českého výkladového slovníku. Několik pojmů pochází z novější české monografie.
Kusovník může být vytvořen jako jednoúrovňový nebo víceúrovňový.
Jednoúrovňový kusovník je zobrazením dílů přímo použitých v položce, kterou tento kusovník popisuje. Je v něm zobrazena pouze jedna úroveň struktury. Používá se k řízení výroby v informačních systémech MRP resp. ERP.
Víceúrovňový kusovník (a také strukturní kusovník) je výpisem všech komponent přímo nebo nepřímo použitých v dané položce, společně s jejich požadovaným množstvím. Jestliže je nějaká komponenta podsestavou, směsí, meziproduktem a podobně, jsou rovněž zobrazeny i všechny její komponenty a jejich komponenty, atd. až k výchozím materiálům a nakupovaným položkám. Jedním ze způsobů výpisu víceúrovňového kusovníku je odsazovaný kusovník. Nejvyšší (rodičovská) úroveň je v něm zobrazena zcela vlevo, jí podřízené položky jsou (podle úrovně ve struktuře) postupně odsazovány doprava. Je-li některý díl použit v dané struktuře vícekrát, zobrazí se v každé podsestavě, v níž se vyskytne.
Souhrnný kusovník je soupisem položek za celý finální výrobek, v němž je každá položka obsažena pouze jednou a je u ní uvedeno celkové množství (součet dílčích množství) za celý výrobek. Souhrnný kusovník (označovaný též jako rozpiska) se dříve používal v řadě podniků při ručním řízení výroby, kde usnadňoval plánování. Po zavedení MRP ztratil opodstatnění, ale stále se vyskytuje v informačních systémech, které tuto metodu nevyužívají (např. v ČR rozšířený systém Helios). Z hlediska logistiky zahrnuje „plánování potřeby“, primární, sekundární i terciární. 

## Konstrukční a výrobní kusovník

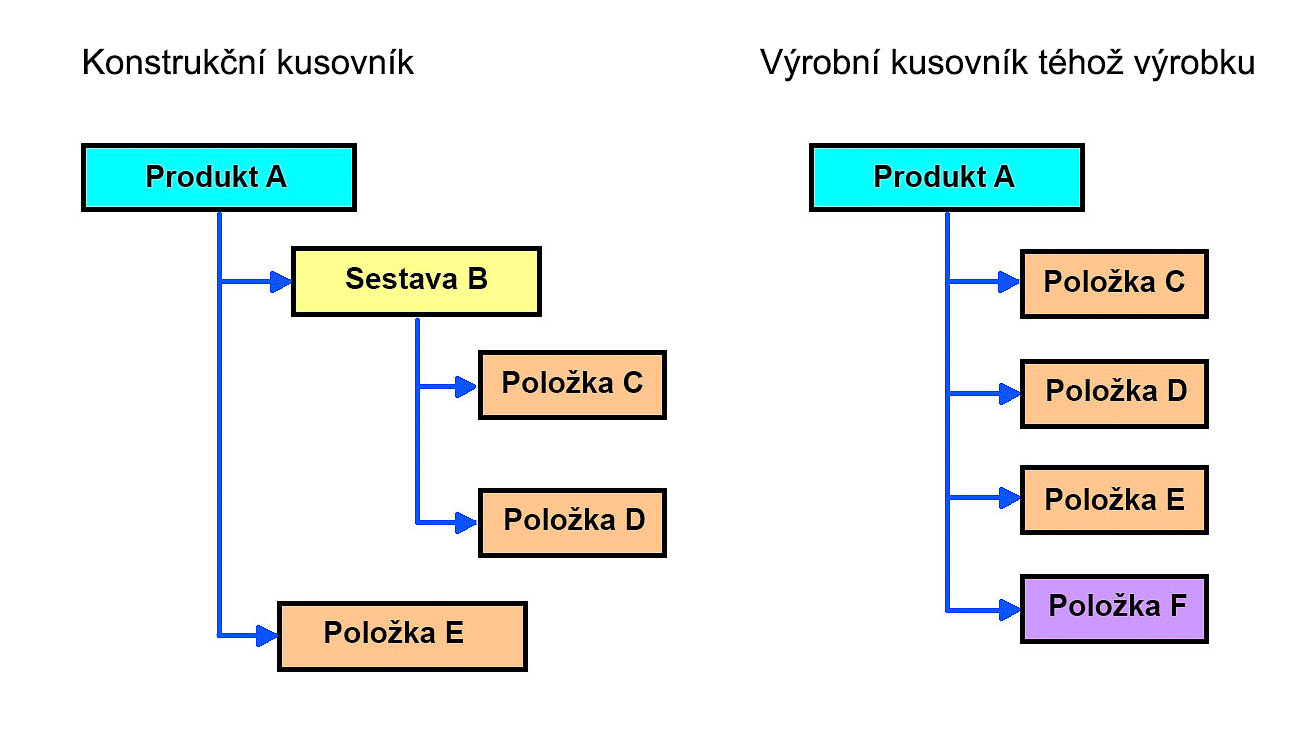
Konstrukční a výrobní kusovník

Kusovník vytvořený konstruktérem vychází z toho, jak je výrobek konstruován, a proto se mu říká konstrukční kusovník. Během přípravy výroby se vychází z dokumentace vydané konstrukcí a někdy je potřebné kusovník upravit do podoby, která přesněji vyjádří, jak se výrobek skutečně bude vyrábět. Tím vznikne výrobní kusovník. Například se odstraní podsestavy, které ve fyzickém světě neexistují, třeba seskupení dvou dílů, které dal logicky dohromady konstruktér, ale které jako skupina nemá pro výrobu smysl (sestava B v obrázku), nebo se přidají položky, které konstruktér nenaprojektoval, ale pro výrobu jsou nutné, třeba barva nebo vazelína (položka F).
Některé výrobní společnosti výrobní kusovník nepoužívají, protože jejich konstrukční kusovníky jim s jen nepatrnými modifikacemi pro jejich výrobu docela dobře postačují. V angličtině se kusovník označuje jako Bill of Materials, ve zkratce BOM. Konstrukční kusovník je eBOM (engineering BOM), výrobní kusovník je mBOM (manufacturing BOM).

## Další druhy kusovníků
Vedle dvou výše popsaných hlavních typů kusovníku, konstrukčního a výrobního, se používají i další, vhodné pro různá specifická použití. Například:
Modulární kusovník je typ plánovacího kusovníku, který je sestaven z pevných a variantních modulů. Často se používá tam, kde má výrobek mnoho variant, například v montáži na zakázku v automobilovém průmyslu. Prvky výbavy, které si zákazník objedná, se berou jako samostatné moduly, a do plánu výroby se zařadí zvlášť požadavek na základní provedení a k tomu zvlášť požadavky na vybrané moduly. Pro každý modul je přitom definován jednoúrovňový kusovník. Pokud se moduly dají z dílů tohoto kusovníku jednoduše sestavit, postačí, když se s nimi zachází jako s finálními výrobky. Ve většině případů tomu tak ale není. Třeba jednoúrovňový kusovník klimatizace do auta pouze ukáže, že klimatizace se skládá z výparníku, ventilátoru, hadic, kompresoru a kabinových knoflíků a páček. Takový kusovník ovšem není užitečný pro montáž klimatizace. Ovládací knoflíky jsou totiž v kusovníku klimatizace, ale chybí v kusovníku vnitřního panelu, kam se musí namontovat. Výroba se o tom, jak a z jakých dílů se má montovat přední panel, bude muset dozvědět ze samostatných pokynů pro závěrečnou montáž. Modulární kusovník je zaměřen na to, jak se auto prodává, a ne na to, jak se vyrábí.
Plánovací kusovník nebo pseudokusovník je umělé seskupení položek nebo aktivit do kusovníkového formátu, které se používá pro prověření proveditelnosti plánu výroby a pro včasné naplánování potřebného materiálu. Plánovací kusovník v nejčastějším případě zahrnuje takové volby nebo moduly, které určují průměrný koncový výrobek. Například automobilka ví, že průměrný prodávaný model má 0,7 naftového motoru, 0,3 benzinového motoru, 4,6 dveří, 4,3 válců, 0,6 klimatizace, atd. Takové auto se sice nedá vyrobit, ale logika kusovníků desetinná čísla povoluje i pro množství vyjádřená v kusech, a může to být velice vhodné pro plánování výroby. Takto koncipovaný kusovník se zpravidla nazývá superkusovník.
Nákladový kusovník je varianta kusovníku, ve které jsou údaje pro každou položku rozšířeny o její nákladovou cenu. Dá se využívat pro ekonomické rozbory.
Z těchto příkladů je vidět, že v současných informačních systémech se kusovník může snadno přizpůsobovat i řadě dalších použití. Některé podniky tak využívají také zákaznický kusovník (určený pro zákazníky), servisní kusovník (určený pro servis), konceptuální kusovník (když kompletní kusovník ještě neexistuje) aj.
Každý kusovník reprezentuje tentýž produkt, ale z pohledu různých profesí (uživatelů). Přitom tyto profese často používají samotné slovo kusovník ve významu, který je jim blízký. Když o kusovníku mluví konstruktér, myslí tím konstrukční kusovník, zatímco totéž slovo pro výrobáře automaticky znamená výrobní kusovník.